# Саелеле (Телеорман)
Саелеле (рум. Saelele) насеље је у Румунији у округу Телеорман у општини Саелеле. Oпштина се налази на надморској висини од 38 m.

## Становништво
Према подацима из 2002. године у насељу је живело 1880 становника, од којих су сви румунске националности.